# Julien Favet
Julien Favet (1919 - mars 1996) est ouvrier agricole à Izieu (Ain), présent le matin du 6 avril 1944, lors de la rafle des Enfants d'Izieu. Il est le seul à identifier la présence de Klaus Barbie et témoigne au Procès Barbie.

## Biographie
Julien Favet est né en 1919. Il est un ouvrier agricole à Izieu (Ain),. Il s'identifie comme domestique agricole.

### Témoin au Procès Barbie
Julien Favet est présent le matin du 6 avril 1944. lors de la Rafle des Enfants d'Izieu. Il est le seul à identifier la présence de Klaus Barbie et témoigne au Procès Barbie.

### Mort
Il meurt en mars 1996.